# Пам'ятки архітектури Перемишлянського району
У Перемишлянському районі Львівської області нараховується 127 пам'яток архітектури.
| пор.№              | Найменування пам'ятки                                        | Датування            | Місцезнаходження                            | Охоронний № і номер у комплексі |  |
| ------------------ | ------------------------------------------------------------ | -------------------- | ------------------------------------------- | ------------------------------- |  |
| 1                  | Церква Богоявлення Господнього (дер.)                        | 1738-1722рр.         | с.Бачів                                     | 1391                            |  |
| 2                  | Костел Св.Миколи (мур.)                                      | 1402р.               | м.Бібрка вул.Шевченка,5                     | 461                             |  |
| 3                  | Церква Різдва Богородиці (дер.)                              | 1630-і рр.           | с.Брюховичі                                 | 431/ 1                          |  |
| 4                  | Дзвіниця церкви Різдва Богородиці (дер.)                     | 1735р.               | с.Брюховичі                                 | 431/ 2                          |  |
| 5                  | Дзвіниця (дер.)                                              | п.п.ХУІІІст.         | с.Великі Глібовичі                          | 469                             |  |
| 6                  | Церква Вознесіння Господнього (дер.)                         | 1710, 1794р.р.       | с. Волощина                                 | 468                             |  |
| 7                  | Костел Св. Станіслава (мур.)                                 | 1485, 1585р.р.       | с.Дунаїв                                    | 433                             |  |
| 8                  | Церква Собору Пресвятої Богородиці (дер.)                    | 1724р.               | с.Лоні                                      | 435                             |  |
| 9                  | Замок (мур.)                                                 | 1484р                | с.Свірж                                     | 481                             |  |
| 10                 | Костел Успіння Богородиці (мур.)                             | 1546р                | с.Свірж                                     | 482                             |  |
| 11                 | Оборонна башта (руїни), грот (мур.)                          | 1484р                | с.Свірж                                     | 1392                            |  |
|                    | Унівський монастир-фортеця (мур.)                            | ХУ-ХІХст.            | с.Унів (Міжгір'я)                           | 437/ 0                          |  |
| 12                 | Церква Успіння Богородиці (мур.)                             | 1550р                | с.Унів (Міжгір'я)                           | 437 / 1                         |  |
| 13                 | Будинок митрополита (мур.)                                   | 1818р.               | с.Унів (Міжгір'я)                           | 437 / 2                         |  |
| 14                 | Монастирські келії (мур.)                                    | ХУІІ-ХІХст.          | с.Унів (Міжгір'я)                           | 437 / 3                         |  |
| 15                 | Мури з брамами і баштами (мур.)                              | ХУст.-п.ХУІІІст.     | с.Унів (Міжгір'я)                           | 437 / 4                         |  |
| місцевого значення |                                                              |                      |                                             |                                 |  |
| м.Перемишляни      |                                                              |                      |                                             |                                 |  |
| 16                 | Церква Св. Миколая (мур.)                                    | 1805 р.              | вул. Галицька,69                            | 484-М                           |  |
| 17                 | Житловий будинок (мур.)                                      | поч.ХХ ст.           | вул. Галицька, 10                           | 483-М                           |  |
| 18                 | Адмінбудинок (мур.)                                          | поч.ХХ ст.           | вул. Привокзальна,3                         | 481-М                           |  |
| 19                 | Житловий будинок (мур.)                                      | поч.ХХ ст.           | вул. Привокзальна,6                         | 482-М                           |  |
| м.Бібрка           |                                                              |                      |                                             |                                 |  |
| 20                 | Каплиця (мур.)                                               | кін.XIX ст.          | вул.. Д. Галицького (на кладовищі)          | 2349-М                          |  |
| 21                 | Аптека (мур.)                                                | XIX-п.ХХст.          | вул.. Д. Галицького, 25                     | 2350-М                          |  |
| 22                 | Комплекс споруд лікарні (мур.)                               | 1905 р.              | вул.. Д. Галицького                         | 2351-М                          |  |
| 23                 | Житловий будинок (мур.)                                      | 2-га пол. ХХст.      | вул.. Грушевського, 5                       | 2344-М                          |  |
| 24                 | Житловий будинок (мур.)                                      | кін.XIX ст.          | вул.. Грушевського, 18                      | 2345-М                          |  |
| 25                 | Житловий будинок (мур.)                                      | кін.XIX ст.          | вул.. Грушевського, 20                      | 2346-М                          |  |
| 26                 | Житловий будинок (мур.)                                      | кін.XIX ст.          | вул.. Грушевського, 24                      | 2347-М                          |  |
| 27                 | Житловий будинок (мур.)                                      | 2-га пол. ХХст.      | вул.. Грушевського, 43                      | 2348-М                          |  |
| 28                 | Житловий будинок (мур.)                                      | ХУ-ХХст.             | вул.. Коротка, 1                            | 2353/1-М                        |  |
| 29                 | Житловий будинок (мур.)                                      | поч.ХХст.            | вул.. Крива                                 | 2352-М                          |  |
| 30                 | Житловий будинок (мур.)                                      | ХУ-ХХст.             | пл. Національного Відродження, 1            | 2352/5-М                        |  |
| 31                 | Житловий будинок (мур.)                                      | ХУ-ХХст.             | пл. Національного Відродження, 2            | 2353/6-М                        |  |
| 32                 | Житловий будинок (мур.)                                      | ХУ-ХХст.             | пл. Національного Відродження, 4            | 2353/7-М                        |  |
| 33                 | Житловий будинок (мур.)                                      | ХУ-ХХст.             | пл. Національного Відродження, 6            | 2353/8-М                        |  |
| 34                 | Житловий будинок (мур.)                                      | ХУ-ХХст.             | пл. Національного Відродження, 11           | 2353/9-М                        |  |
| 35                 | Житловий будинок (мур.)                                      | ХУ-ХХст.             | пл. Національного Відродження, 13           | 2353/10-М                       |  |
| 36                 | Житловий будинок (мур.)                                      | ХУ-ХХст.             | пл. Національного Відродження, 15           | 2353/11-М                       |  |
| 37                 | Житловий будинок (мур.)                                      | ХУ-ХХст.             | пл. Національного Відродження, 20           | 2353 /12-М                      |  |
| 38                 | Житловий будинок (мур.)                                      | ХУ-ХХст.             | пл. Національного Відродження, 21           | 2353 /13-М                      |  |
| 39                 | Житловий будинок (мур.)                                      | ХУ-ХХст.             | пл. Національного Відродження, 22           | 2353 /14-М                      |  |
| 40                 | Житловий будинок (мур.)                                      | ХУ-ХХст.             | пл. Національного Відродження, 23           | 2353 /15-М                      |  |
| 41                 | Житловий будинок (мур.)                                      | ХУ-ХХст.             | пл. Національного Відродження, 24           | 3353 /16-М                      |  |
| 42                 | Житловий будинок (мур.)                                      | ХУ-ХХст.             | пл. Національного Відродження, 25           | 2353 /17-М                      |  |
| 43                 | Житловий будинок (мур.)                                      | ХУ-ХХст.             | пл. Національного Відродження, 26           | 2353 /18-М                      |  |
| 44                 | Житловий будинок (мур.)                                      | ХУ-ХХст.             | пл. Національного Відродження, 27           | 2353 /19-М                      |  |
| 45                 | Житловий будинок (мур.)                                      | ХУ-ХХст.             | пл. Національного Відродження, 28           | 2353 /20-М                      |  |
| 46                 | Житловий будинок (мур.)                                      | ХУ-ХХст.             | пл. Національного Відродження, 29           | 2353 /21-М                      |  |
| 47                 | Житловий будинок (мур.)                                      | ХУ-ХХст.             | пл. Національного Відродження, 31           | 2353 /22-М                      |  |
| 48                 | Житловий будинок (мур.)                                      | ХУ-ХХст.             | пл. Національного Відродження, 32           | 2353 /23-М                      |  |
| 49                 | Житловий будинок (мур.)                                      | ХУ-ХХст.             | пл. Національного Відродження, 33           | 2353 /24-М                      |  |
| 50                 | Житловий будинок (мур.)                                      | ХУ-ХХст.             | пл. Національного Відродження, 34           | 2353 /25-М                      |  |
| 51                 | Житловий будинок (мур.)                                      | ХУ-ХХст.             | пл. Національного Відродження, 35           | 2353 /26-М                      |  |
| 52                 | Каплиця (мур.)                                               | 1848 р.              | вул. Пагорб (південно-східна околиця міста) | 2362-М                          |  |
| 53                 | Школа (мур.)                                                 | с.ХУІІІст.-1919р.    | вул. І. Франка, 3                           | 2354-М                          |  |
| 54                 | Житловий будинок (мур.)                                      | ХУ-ХХст.             | вул. І. Франка, 15                          | 2353/2-М                        |  |
| 55                 | Житловий будинок (мур.)                                      | ХУ-ХХст.             | вул. І. Франка, 17                          | 2353/3-М                        |  |
| 56                 | Житловий будинок (мур.)                                      | ХУ-ХХст.             | вул. І. Франка, 19                          | 2353/4-М                        |  |
| 57                 | Церква Богоявлення Господнього (мур.)                        | 1906 р.              | вул. І. Франка, 26а                         | 2420-М                          |  |
| 58                 | Друкарня (мур.)                                              | ХХ ст.               | вул. Шевченка, 6                            | 2355-М                          |  |
| 59                 | Плебанія костелу (мур.)                                      | Х!Хст.               | вул. Шевченка, 7                            | 2356-М                          |  |
| 60                 | Пошта (мур.)                                                 | 1930р.               | вул. Шевченка, 14                           | 2357-М                          |  |
| 61                 | Будинок товариства “Сокіл” (мур.)                            | ХХст.                | вул. Шевченка, 15                           | 2359-М                          |  |
| 62                 | Житловий будинок (мур.)                                      | Х!Хст.               | вул. Шевченка, 17                           | 2360-М                          |  |
| 63                 | Адмінбудинок (мур.)                                          | ХХст.                | вул. Шевченка, 18                           | 2358-М                          |  |
| 64                 | Садиба (мур.)                                                | Х!Хст.               | вул. Шевченка, 25а                          | 2361-М                          |  |
|                    | --------------------------------------------                 | -------------------- | -------------------------------             |                                 |  |
| 65                 | Церква Воскресіння Хрестового                                | кін.ХІХст.           | с.Білка                                     | 2337-М                          |  |
| 66                 | Церква Св. Миколая (мур.)                                    | 1912 р.              | с.Болотня                                   | 2874-М                          |  |
| 67                 | Церква Св. Іллі                                              | 1839 р.              | с. Боршів                                   | 1463-М                          |  |
| 68                 | Читальня                                                     | 1920 р.              | с. Боршів                                   | 2875-М                          |  |
| 69                 | Церква Різдва Св. Івана Хрестителя                           | 1905 р.              | с. Брикун                                   | 2876/1-М                        |  |
| 70                 | Дзвіниця ц-ви Різдва Св. Івана Хрестителя                    | 1905 р.              | с. Брикун                                   | 2876/2-М                        |  |
| 71                 | Церква Св. архангела Михаїла (мур.)                          | 1895 р.              | с. Вишнівчик                                | 2878-М                          |  |
| 72                 | Корчма                                                       | 1860-1890рр.         | с. Вовків                                   | 2879-М                          |  |
| 73                 | Церква Св. Івана Хрестителя                                  | 1872 р.              | с. Вовків                                   | 1872-М                          |  |
| 74                 | Церква Успення Пресвятої Діви Марії (мур.)                   | 1929 р.              | с. Глібовичі Великі                         | 2881-М                          |  |
| 75                 | Клуб                                                         | 1920-1930рр.         | с. Глібовичі Свіржські                      | 2904-М                          |  |
| 76                 | Церква Св. Івана Хрестителя (мур.)                           | 1900 р.              | с. Глібовичі Свіржські                      | 2903-М                          |  |
| 77                 | Церква Воздвиження Чесного Животворного Хреста (мур.)        | 1905 р.              | с.Добряничі                                 | 2880/1-М                        |  |
| 78                 | Дзвіниця ц-ви Воздвиження Чесного Животворного Хреста (мур.) | 1905 р.              | с.Добряничі                                 | 2880/2-М                        |  |
| 79                 | Палац                                                        | ХІХст.               | с.Дунаїв                                    | 488-М                           |  |
| 80                 | Церква Різдва Пресвятої Богородиці                           | поч.ХХст.            | с.Дунаїв                                    | 2336-М                          |  |
| 81                 | Церква Св. архангела Михаїла (дер.)                          | 1772р.               | с.Дусанів                                   | 1465/1-М                        |  |
| 82                 | Дзвіниця ц-ви Св. арх. Михаїла                               | 1772р.               | с.Дусанів                                   | 1465/2-М                        |  |
| 83                 | Церква Св. Івана Хрестителя (мур.)                           | 1827р.               | с.Іванівка                                  | 2883/1-М                        |  |
| 84                 | Дзвіниця ц-ви Св. Ів. Хрестителя                             | 1827р.               | с.Іванівка                                  | 2883/2-М                        |  |
| 85                 | Дзвіниця ц-ви Преображення Господнього                       | ХУІІІст.             | с.Кимир                                     | 484-М                           |  |
| 86                 | Церква Св. Миколая                                           | 1880р.               | с.Кореличі                                  | 1466-М                          |  |
| 87                 | Дзвіниця ц-ви Св. Миколая                                    | 1880р.               | с.Кореличі                                  | 2885-М                          |  |
| 88                 | Церква Св. Івана Хрестителя                                  | 1865р.               | с. Коросно                                  | 1476-М                          |  |
| 89                 | Церква Собору Пр. Богородиці                                 | 1830р.               | с. Костенів                                 | 485/1-М                         |  |
| 90                 | Дзвіниця ц-ви Собору Пресвятої Богородиці                    | 1830р.               | с. Костенів                                 | 485/2-М                         |  |
| 91                 | Церква Св. архангела Михаїла (дер.)                          | 1872р.               | с.Лагодів                                   | 1468-М                          |  |
| 92                 | Клуб – молочарня                                             | поч.ХХст.            | с. Ладанці                                  | 2888-М                          |  |
| 93                 | Церква Св. Юрія (дер.)                                       | 1824р.               | с.Ладанці                                   | 1469-М                          |  |
| 94                 | Церква Різдва Пресвятої Богородиці (дер.)                    | 1725р.               | с.Лани                                      | 1947-М                          |  |
| 95                 | Церква Св. Симеона Стовпника (мур.)                          | 1835р.               | с.Липівці                                   | 2887-М                          |  |
| 96                 | Церква Воскресіння Христового (дер.)                         | поч.ХХст.            | с.Лопушна                                   | 2338-М                          |  |
| 97                 | Церква Успення Пресвятої Богородиці                          | 1898р.               | с.Любешка                                   | 2339-М                          |  |
| 98                 | Церква Св. Параскеви (мур.)                                  | 1909р.               | с.Мерещів                                   | 2889-М                          |  |
| 99                 | Церква Введення в храм Пресвятої Богородиці (мур.)           | 1902р.               | с.Неділиська                                | 2890/1-М                        |  |
| 100                | Дзвіниця ц-ви Введення в храм Пресвятої Богородиці           | 1902р.               | с.Неділиська                                | 2890/2-М                        |  |
| 101                | Церква Св. Преображення Господнього                          | 1810р.               | с.Осталовичі                                | 1948-М                          |  |
| 102                | Церква Воздвиження Чесного Животворного Хреста (мур.)        | 1908р.               | с.Підгородище                               | 2892-М                          |  |
| 103                | Школа                                                        | 1920-1930рр.         | с.Підгородище                               | 2893-М                          |  |
| 104                | Церква Благовіщення Пресвятої Діви Марії (мур.)              | 1906р.               | с.Підмонастир                               | 2894-М                          |  |
| 105                | Церква Св.Бориса і Гліба                                     | 1862р.               | с.Під”ярків                                 | 1950-М                          |  |
| 106                | Читальня (мур.)                                              | 1920-1930рр.         | с.Під”ярків                                 | 2895-М                          |  |
| 107                | Церква Св. Миколая                                           | 1870р.               | с.Плетеничі                                 | 2340-М                          |  |
| 108                | Церква Св. Володимира і Ольги                                | 1883р.(1887 )?       | с.Подусів                                   | 1949-М                          |  |
| 109                | Школа                                                        | 1920-1930рр.         | с.Подусів                                   | 2897-М                          |  |
| 110                | Каплиця Різдва Пресвятої Богородиці (мур.)                   | 1894р.               | с.Прибин                                    | 2896-М                          |  |
| 111                | Церква Покрови Пресвятої Богородиці (мур.)                   | 1920р.               | с. Розсохи                                  | 2899-М                          |  |
| 112                | Церква Св Михаїла                                            | 1813р.               | с.Романів                                   | 2341-М                          |  |
| 113                | Школа                                                        | 1920-1930рр.         | с.Романів                                   | 2898-М                          |  |
| 114                | Церква Покрови Пресвятої Богородиці (мур.)                   | 1901р.               | с.Свірж                                     | 2902-М                          |  |
| 115                | Церква Перенесення мощей Св. Миколая (дер.)                  | 1860р.               | с.Селиська                                  | 1470-М                          |  |
| 116                | Школа                                                        | 1909-1920рр.         | с.Селиська                                  | 2905-М                          |  |
| 117                | Палац (мур.)                                                 | ХІХст.               | с. Смереківка                               | 489/1-М                         |  |
| 118                | Парк                                                         | ХІХст.               | с. Смереківка                               | 489/2-М                         |  |
| 119                | Церква Богоявлення Господнього (дер.)                        | 1689р.               | с. Станимир                                 | 2900-М                          |  |
| 120                | Церква Пресвятої Трійці                                      | 1905р.               | с. Стоки                                    | 2342-М                          |  |
| 121                | Церква Різдва Христового (мур.)                              | 1911р.               | с. Стрілки                                  | 2901-М                          |  |
| 122                | Церква Благовіщення Пр. Богородиці                           | 1901р.               | с.Тучне                                     | 2343-М                          |  |
| 123                | Церква Св. архангела Михаїла (мур.)                          | 1913р.               | с.Утіховичі                                 | 2906-М                          |  |
| 124                | Церква Св. Параскеви (мур.)                                  | 1892р.               | с. Ушковичі                                 | 2907/1-М                        |  |
| 125                | Дзвіниця ц-ви Св. Параскеви                                  | 1892р.               | с. Ушковичі                                 | 2907/2-М                        |  |
| 126                | Церква Пресвятої Трійці                                      | поч.ХХст.            | с. Чемеринці                                | 2336-М                          |  |
| 127                | Школа                                                        | 1920-1930рр.         | с. Чуперносів                               | 2908-М                          |  |

## Джерело
- Перелік пам'яток Львівської області [Архівовано 16 вересня 2012 у Wayback Machine.]